# Kalliosaaret (ö i Södra Österbotten, Järviseutu)
Kalliosaaret är en ö i Finland. Den ligger i sjön Hankajärvi och i kommunen Soini i den ekonomiska regionen  Järviseutu ekonomiska region  och landskapet Södra Österbotten, i den centrala delen av landet, 300 km norr om huvudstaden Helsingfors. Öns area är 0,6 hektar och dess största längd är 110 meter i nord-sydlig riktning.  Notera att namnet antyder att det är fråga om flera öar.